# X-1試驗機
贝尔X-1，原编号XS-1，是第一款有人驾驶的超音速飞机，由NACA和美国陆军航空队共同研制。它于1944年期间提出，在1945年期间设计和制造，并于1948年达成了1,000英里每小時（1,600每小時；870節）的速度。贝尔X-1A是贝尔X-1的衍生型号，具有更大的燃料容量，其在1954年超过了1,600英里每小時（2,600每小時；1,400節）。它是所谓“X”系列试验机中的第一架。“X”系列试验机是美国用于测试尖端技术的试验机计划，对外高度保密。

## XS-1

### 研发历史

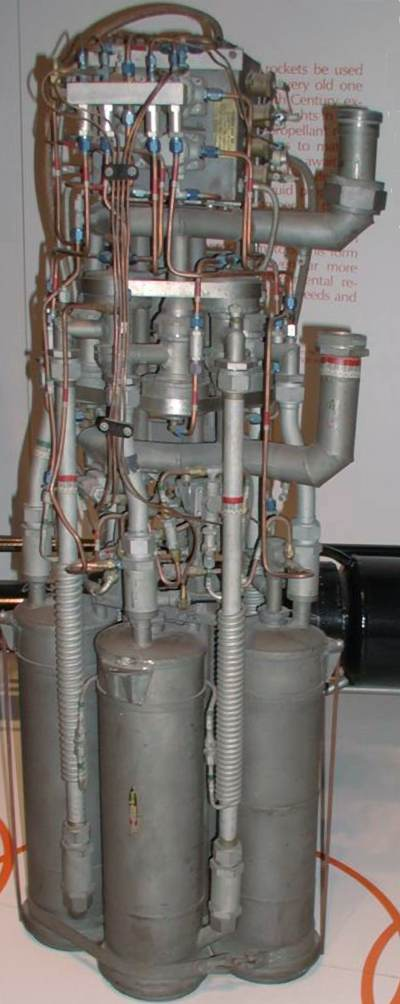
XLR-11火箭发动机

1946年3月16日，美国陆军航空队试飞大队和美国国家航空咨询委员会（NACA，现为NASA）与贝尔公司签订了建造三架XS-1（“XS”为“超音速试验机”的缩写）的合同，NACA和美国陆军航空队将会使用这些飞机获得有关高亚音速飞行的数据。XS-1是第一款专门为研究而建造的高速飞机，从来没有大规模生产。
1946年1月25日，在佛罗里达州的Pinecastle空军基地的一次滑翔中，贝尔公司的首席试飞员Jack Woolams成为了第一名XS-1的飞行员。1946年3月前Woolams又完成了9次滑翔，在此之后，XS-1被送回贝尔公司进行改进，改进后它将在加利福尼亚州爱德华兹空军基地进行有动力飞行。1946年8月30日Woolams牺牲后，Chalmlers “Slick” Goodlin成为了贝尔公司X-1-1的首席试飞员。在1946年9月至1947年6月这段时间里，他驾驶两架X-1进行了26次成功的有动力飞行。美国陆军航空队对贝尔公司缓慢的进展很不满，于是由贝尔公司来试飞编号46-062的X-1的合同被取消。在几个月的谈判后，最终决定由美国陆军航空队试飞大队在1947年6月24日进行试飞。X-1-2（编号46-063）被NACA接管，为以后的生产型高性能飞机提供数据。
1947年10月14日（即美国空军成为一个独立部门一个月之后），整个项目在第一次载人超音速飞行后结束了。这次飞行由美国空军上校查克·叶格
驾驶编号46-062完成，他给这架飞机起了个绰号叫“迷人葛兰妮号”（他妻子的名字）。这架火箭飞机挂在一架改进后的B-29机腹下升空，在空中启动火箭发动机，然后滑翔到地面。XS-1的第50次飞行是X-1的第一次超音速飞行，最高速度1.06马赫。但是，查克·叶格和其他许多人认为第49次飞行（也由叶格驾驶）才是，仪器记录的最高速度是0.997马赫，在事实上可能已经突破音障，因为当时的仪器不太精确，也没有音爆的记录。
作为X-1首次超音速飞行的的结果，国际航空联合会决定将1948年的科利尔奖颁给X-1计划中的3名主要参加人员。在白宫接受杜鲁门总统颁奖的是Larry Bell, 查克·叶格和John Stack。许多年后，叶格透露他的父亲，一个坚定的共和党员，拒绝与民主党的杜鲁门握手。

### 现状
46-062号现在华盛顿特区的国家航空航天博物馆的飞行里程碑陈列室展出。在它旁边的是圣路易斯精神号和太空船一号。46-063号，即X-1E，在NASADryden飞行研究中心总部大楼前展示。46-064号，在1951年11月9日的一次失火中被摧毁，在此之前它只在1951年7月20日滑翔过一次。

### 影响及贡献
X-1计划的研究方法成为了之后研制“X”系列试验机的样板。1960年代，NACA研制X-1的方法和人员帮助打下了美国太空计划的基础。X-1计划将战后的美军与工业部门和研究部门联合了起来。X-1提供的数据使美国在20世纪后半叶保持空中霸主的地位。
值得注意的是，X-1的最初目的不是超越音速，而是要确定并最终展示可控制且能长时间飞行的飞机能否突破音障。如果音障是被一架俯冲时的飞机突破的，那么便不能得知在这个速度下是否能获得升力。
后来的X-1测试了超音速飞行的各个方面。其中有一次由叶格驾驶的X-1A不经意地示范了“惯性力偶”现象，在2马赫以上的飞行中这是很危险的。叶格的丰富经验救了他，但是贝尔X-2的飞行员Mel Apt却在相似的环境下牺牲了。

### 争论
有些人声称X-1的设计很大程度上是基于英国的Miles M.52喷气机。理由是M.52计划在原型机的首飞日期仅几个月前被英国政府中止，贝尔公司得到了有关它的一切数据。但是在那时X-1的设计工作已经基本完成。XS-1从M.52获得的最重要的部分是它的全动尾翼，这是控制一架超音速飞机的关键部分。后来的测试使人们意识到，如果M.52的试飞被批准，它可能成为第一架突破音障的飞机。
一个名叫Hans Guido Mutke的德国飞行员声称他才是第一个突破音障的人，他说这个记录是他在1945年4月9日驾驶一架梅塞施米特Me-262喷气战机时打破的，但是他的说法备受争议。有些人说在1947年10月1日，即X-1首飞两星期前，George Welch驾驶一架XP-86佩刀式战斗机，在一次俯冲中突破了音障。尽管他很可能在1947年10月至11月间不止一次地突破音障（甚至可能真的在10月1日），但是仍然没有足够证据证明他是第一个驾驶飞机突破音障的人。

## 衍生型号
X-1的衍生型号被用来测试超音速飞行的不同方面。其中的X-1A型号在叶格的操作下无意中暴露出超音速飞行（2马赫以上）中的一个危险特性：惯性耦合。叶格的飞行技术避免了事故的发生；但梅尔-阿普特（Mel Apt）在测试X-2试验机时遭遇类似情形导致机毁人亡。

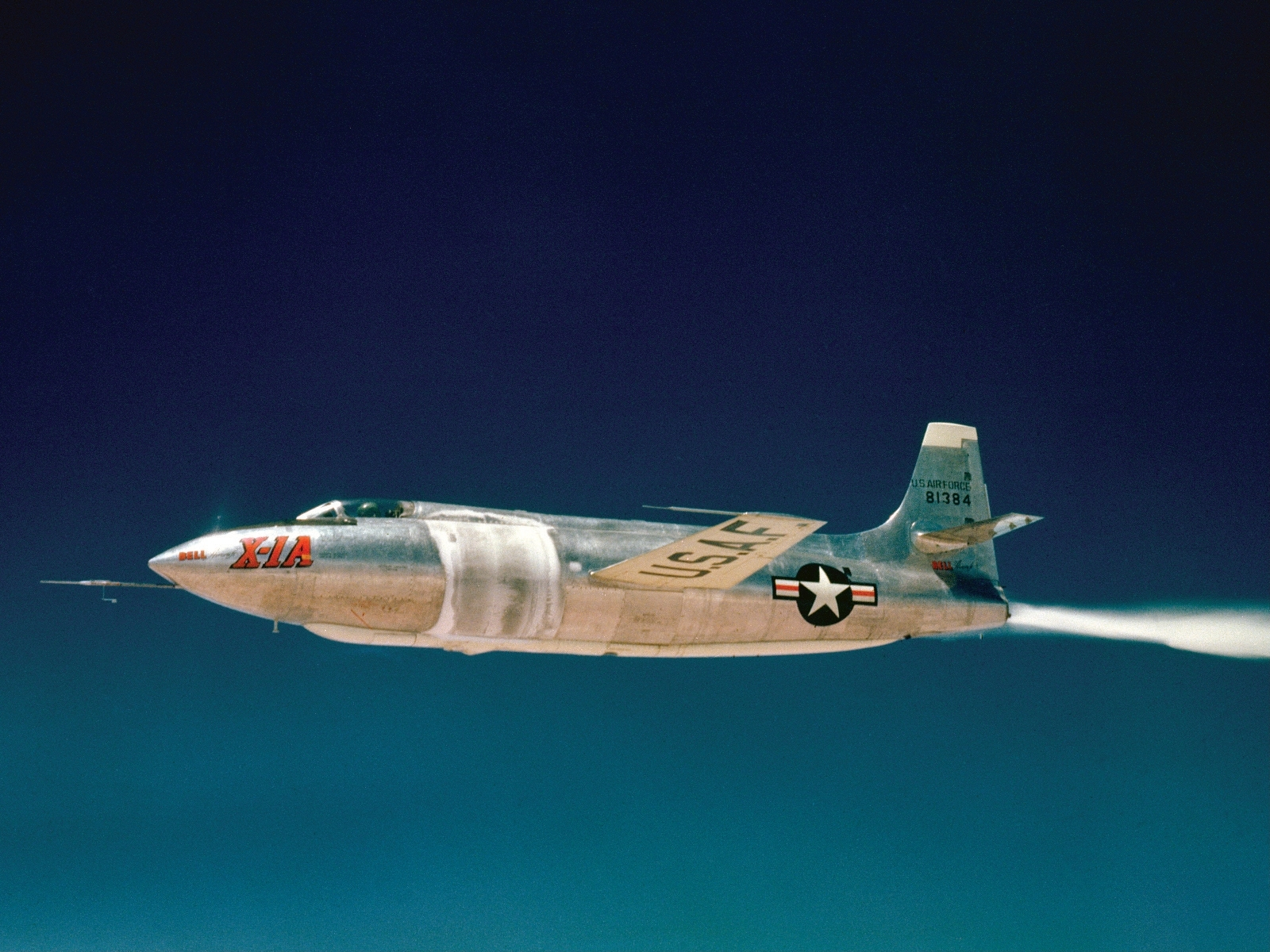
飞行中的X-1A

### X-1A
美国空军在1948年4月2日订购了一架X-1A（编号48-1384）。这架飞机将会协助人们研究高度在90000英尺以上，速度在2马赫以上时的现象，尤其是稳定性和空气负载。这架飞机的第一次无动力飞行是在1953年2月14日，在爱德华兹空军基地进行的，同年2月21日为该机第一次有动力飞行的日期。执行这两次任务的飞行员是贝尔公司的Jean Ziegler。1954年8月，这架飞机被移交到NACA，在那里它被加装了弹射座椅。1955年8月8日，在准备与它的母机RB-50分离时这架飞机爆炸了。

### X-1B

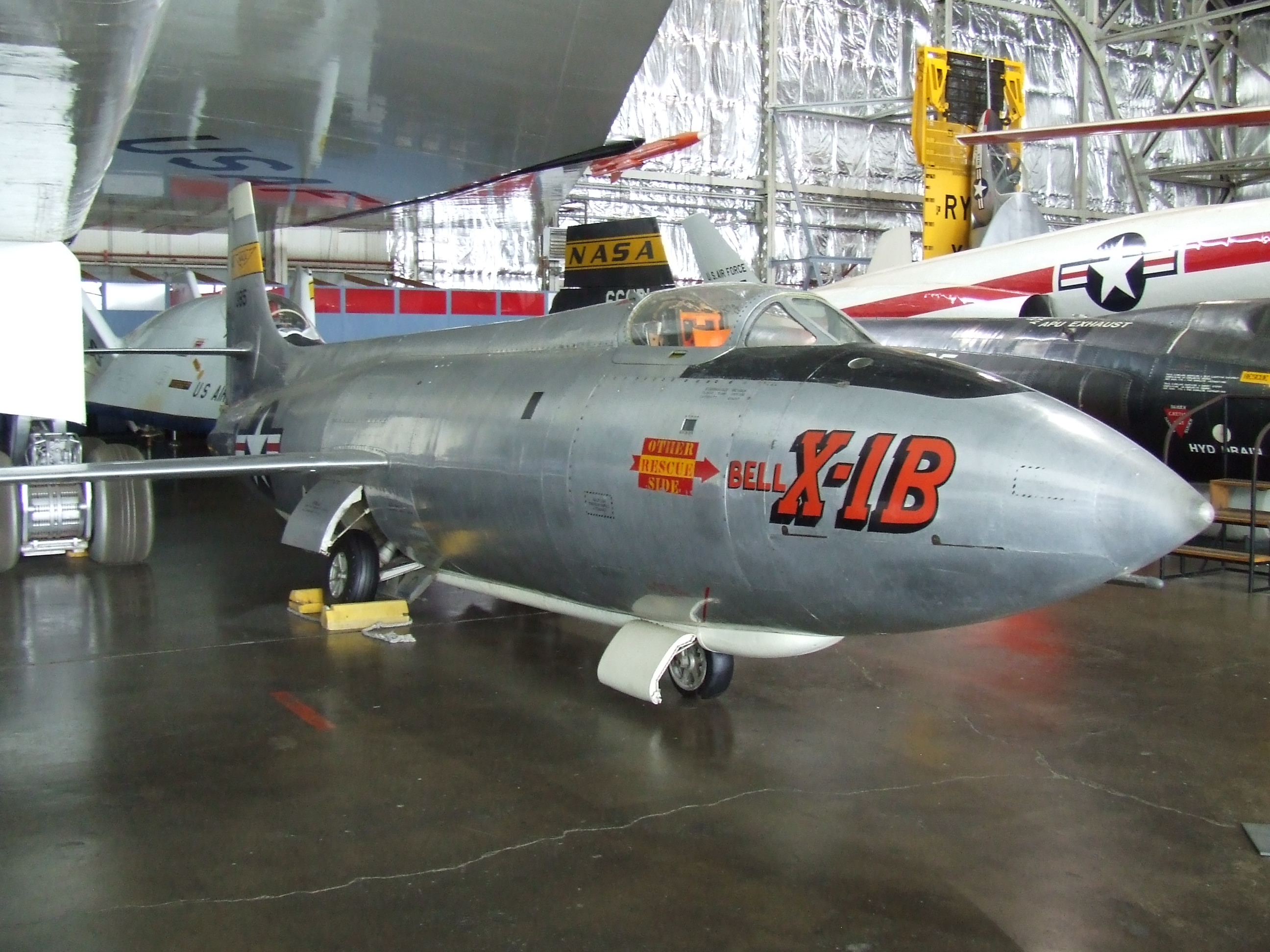
美国空军国家博物馆里的X-1B。

X-1B与X-1A类似，只是机翼略有不同。X-1B从1954年10月开始被美国空军用于高速研究，其在1955年1月被移交给NACA。NACA继续使用该飞机直到1958年1月，因为油箱出现裂缝迫使其停飞。X-1B总共完成了27次飞行。X-1B目前在美国俄亥俄州的美国空军国家博物馆进行展出。

### X-1C
X-1C被用来测试在高亚音速和超音速飞行时的武器系统。但是，北美F-86佩刀式战斗机和F-100超佩刀式战斗机的诞生使人们不再需要专门的测试平台，于是还在设计中的X-1C被取消了。

### X-1D
X-1D（编号48-1386）是第二代超音速火箭飞机的第一架。其搭载平台为一架EB-50A，它将用于热传导相关研究。X-1D配备了一个新的低压燃料系统，燃料容量略有提升。航电套件也有一些变动。1951年7月24日，X-1D在罗杰斯干湖（Rogers Dry Lake）上空成功试飞，这也是其职业生涯中唯一一次成功飞行。

### X-1E
X-1E由X-1-2（编号46-063）经过大量改进而成。它将完成X-1D和X-1-3的任务，因为这两架飞机在1951年爆炸了。
这些改进包括：

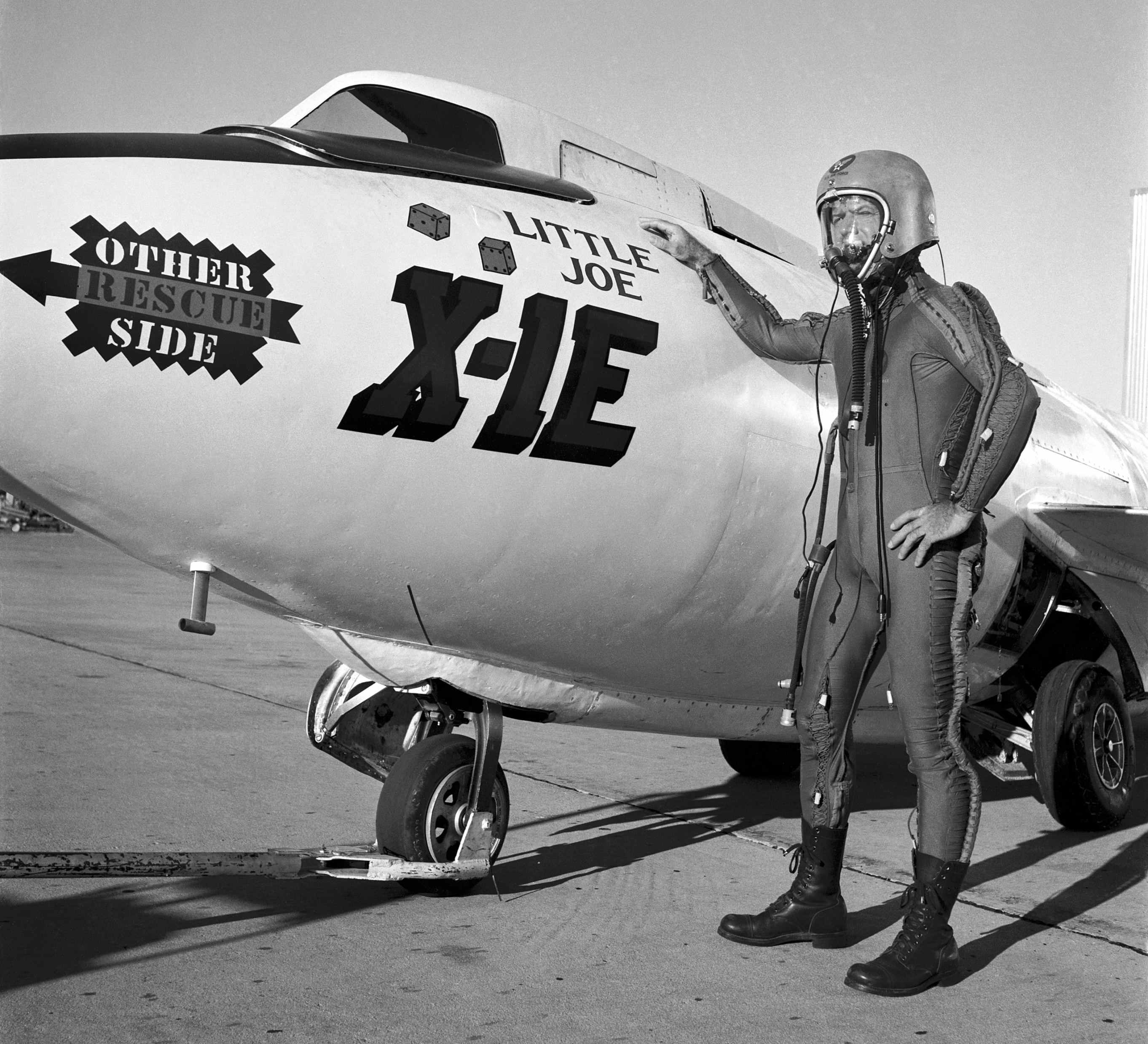
绰号“Little Joe”的X-1E与Joe Walker.

- 一个涡轮泵燃料系统，它代替了46-062和46-063中的高压氮燃料系统。对高压氮燃料系统中金属疲劳的担心是X-1-2在第54次飞行后进行大修的原因。[6].
- 一个拥有新外形的超薄机翼（翼根处厚度为3⅜英尺），这种基于X-3外形的机翼使X-1E能够达到2马赫的速度。
- 用刀刃式玻璃取代了原来的温室式玻璃。一个向上打开的座舱盖取代了原来的侧门，这导致了弹射座椅的加装。
- 增加了200个测量气压的端口和343个压力计，为的是测量结构负荷和机体与机翼产生的热量。[6]

X-1E在1955年12月15日首飞，这是由美国空军试飞员Joe Walker操纵的一次无动力飞行。在完成了21次飞行，达到了2.212马赫的最大速度后，Joe Walker于1958年离开了X-1E计划。 NASA的John B. McKay在1958年9月取代了他。为了达到3马赫的速度，X-1E又飞了五次。1958年11月，在第26次飞行之后，油箱上的裂缝使X-1E不得不退役。X-1E现在爱德华兹空军基地的 NASADryden飞行研究中心总部大楼前展示。

## 技术数据

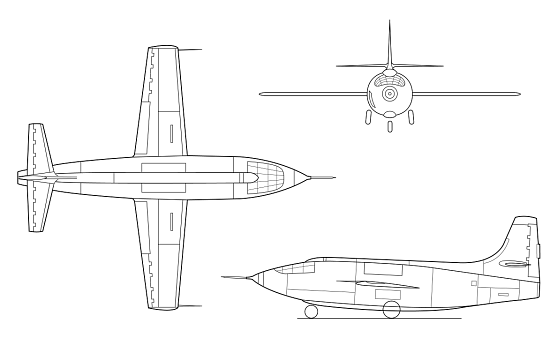
X-1 三視圖

参考资料：Bell Aircraft since 1935,<ref name='Pelletier'>Pelletier, Alain J.  1st. Annapolis: Naval Institute Press. 1992: 83–90. ISBN 1-55750-056--8.
基本信息
- 机组：1
- 長度：30英尺11英寸（9.42）

X-1A,  X-1B,  X-1D: 35英尺8英寸（10.87米）
X-1C: 35.0英尺（10.67米）
- 翼展：28英尺0英寸（8.53）

X-1E: 22英尺10英寸（6.96米）
- 高度：10英尺10英寸（3.30）
- 机翼面积：130平方英尺（12平方）⠀

X-1E 115 sq ft（10.7 m2）
- 翼型：'#1' NACA 65-110

#2, X-1A, X-1B, X-1D NACA 65-108
X-1E NACA 64A004
- 空重：7,000英磅（3,175）

X-1A,  X-1B, X-1C, X-1D: 6,880磅（3,120）
X-1E: 6,850磅（3,110）
- 总重：12,250英磅（5,557）

X-1A,  X-1B, X-1C, X-1D: 16,487磅（7,478）
X-1E: 14,750磅（6,690）
- 发动机：1台Reaction Motors XLR11-RM-34-chamber liquid-fuelled rocket engine，6,000英磅力（27千牛頓）推力

X-1E: Reaction Motors RMI LR-8-RM-5 6,000 lbf（27 kN）
性能
- 最大速度：1,612英里每小時（2,594每小時；1,401節）

X-1E: 1,450 mph（1,260 kn；2,330 km/h）
- 最大速度：2.44

X-1E: M2.24馬赫
- 续航时间：5分钟

X-1A,  X-1B, X-1C, X-1D:  4分40秒
X-1E: 4分45秒
- 升限：70,000英尺（21,000）

X-1A,  X-1B, X-1C, X-1D: 90,000英尺（27,000米）
X-1E: 75,000英尺（23,000米）

## 参看
- List of experimental aircraft
- List of rocket planes
- List of X-1 flights - list of XS-1 pilots and flights.
- List of X-1A flights - list of X-1A pilots and flights.
- List of X-1B flights - list of X-1B pilots and flights.
- List of X-1D flights - list of X-1D pilots and flights.
- List of X-1E flights - list of X-1E pilots and flights.
- Mach number
- Miles M.52 - An earlier British design which may have substantially influenced the development of the X-1